# 小行星8163
小行星8163（8163 Ishizaki）是一颗围绕太阳公转的小行星。1990年10月27日，關勉在藝西天文台发现了此天体。
这颗小行星的绝对星等为338.6807011769467等。